# Rot-Weiss Essen 2022-2023
Questa voce raccoglie le informazioni riguardanti il Rot Weiss Essen nelle competizioni ufficiali della stagione 2022-2023.

## Stagione
Nella stagione 2022-2023 il Rot Weiss Essen, allenato da Christoph Dabrowski, concluse il campionato di 3. Liga al 15º posto. In Coppa Bassa Renania il Rot Weiss Essen vinse la finale con il RW Oberhausen.

## Rosa
| N. |                     | Ruolo | Calciatore        |
| -- | ------------------- | ----- | ----------------- |
| 1  | Germania (bandiera) | P     | Jakob Golz        |
| 2  | Germania (bandiera) | D     | Moritz Römling    |
| 3  | Germania (bandiera) | D     | Felix Herzenbruch |
| 4  | Germania (bandiera) | D     | Felix Bastians    |
| 5  | Germania (bandiera) | C     | Clemens Fandrich  |
| 6  | Germania (bandiera) | C     | Björn Rother      |
| 7  | Germania (bandiera) | D     | Andreas Wiegel    |
| 8  | Germania (bandiera) | C     | Cedric Harenbrock |
| 9  | Germania (bandiera) | A     | Ron Berlinski     |
| 10 | Germania (bandiera) | A     | Kevin Holzweiler  |
| 11 | Germania (bandiera) | A     | Simon Engelmann   |
| 13 | Germania (bandiera) | A     | Luca Wollschläger |
| 15 | Germania (bandiera) | D     | Ben Heuser        |
| 16 | Germania (bandiera) | D     | Mustafa Kourouma  |
| 18 | Germania (bandiera) | A     | Lawrence Ennali   |
| 19 | Germania (bandiera) | D     | Michel Niemeyer   |

| N. |                        | Ruolo | Calciatore               |
| -- | ---------------------- | ----- | ------------------------ |
| 21 | Germania (bandiera)    | D     | Sandro Plechaty          |
| 22 | Germania (bandiera)    | A     | Aurel Loubongo-M'Boungou |
| 23 | Germania (bandiera)    | D     | José-Enrique Ríos-Alonso |
| 24 | Germania (bandiera)    | C     | Felix Götze              |
| 25 | Germania (bandiera)    | P     | Raphael Koczor           |
| 26 | Germania (bandiera)    | C     | Torben Müsel             |
| 28 | Germania (bandiera)    | D     | Meiko Sponsel            |
| 30 | Stati Uniti (bandiera) | A     | Isaiah Young             |
| 31 | Germania (bandiera)    | C     | Niklas Tarnat            |
| 32 | Germania (bandiera)    | C     | Thomas Eisfeld           |
| 35 | Germania (bandiera)    | P     | Felix Wienand            |
| 38 | Germania (bandiera)    | A     | Oğuzhan Kefkir           |
|    | Germania (bandiera)    | D     | Ben Hüning               |
|    | Germania (bandiera)    | D     | Elefterios Theocharis    |
|    | Germania (bandiera)    | C     | Tim Kuhlmann             |
|    | Germania (bandiera)    | A     | Arnis Osmani             |

## Organigramma societario
Area tecnica
- Allenatore: Christoph Dabrowski
- Allenatore in seconda: Fabio Audia, Lars Fleischer, Carsten Wolters
- Preparatore dei portieri: Manuel Lenz
- Preparatori atletici: Tobias Schmidt, Maximilian von Gehlen

## Calciomercato

### Sessione estiva
| Acquisti | Acquisti                 | Acquisti        | Acquisti |
| R.       | Nome                     | da              | Modalità |
| -------- | ------------------------ | --------------- | -------- |
| A        | Luca Wollschläger        | Hertha Berlino  |          |
| D        | Andreas Wiegel           | BFC Dynamo      |          |
| C        | Felix Götze              | Augusta         |          |
| C        | Clemens Fandrich         | Erzgebirge Aue  |          |
| D        | Moritz Römling           | Bochum          |          |
| A        | Lawrence Ennali          | Hannover 96     |          |
| A        | Ron Berlinski            | Verl            |          |
| A        | Felix Heim               | FSV Francoforte |          |
| D        | Ben Hüning               | Duisburg U19    |          |
| A        | Aurel Loubongo-M'Boungou | St. Pauli II    |          |
| C        | Björn Rother             | Hansa Rostock   |          |
| C        | Felix Schlüsselburg      | Lippstadt 08    |          |
| D        | Meiko Sponsel            | Colonia II      |          |
| P        | Felix Wienand            | Schalke 04      |          |

| Cessioni | Cessioni            | Cessioni               | Cessioni |
| R.       | Nome                | a                      | Modalità |
| -------- | ------------------- | ---------------------- | -------- |
| D        | Nico Haiduk         | Schwarz-Weiß Essen     |          |
| D        | Fabian Rüth         | Rot-Weiß Coblenza      |          |
| C        | Luca Dürholtz       | Elversberg             |          |
| C        | Guiliano Zimmerling | Schwarz-Weiß Essen     |          |
| A        | Timur Kesim         | Wattenscheid 09        |          |
| D        | Yannick Langesberg  | TSV Steinbach Haiger   |          |
| A        | Oguzcan Büyükarslan | Borussia M'gladbach II |          |
| P        | Daniel Davari       | RW Oberhausen          |          |
| C        | Nils Kaiser         | Wiedenbrück            |          |
| C        | Marius Kleinsorge   | Kaiserslautern         |          |
| D        | David Sauerland     | Alemannia Aquisgrana   |          |

### Sessione invernale
| Acquisti | Acquisti     | Acquisti            | Acquisti |
| R.       | Nome         | da                  | Modalità |
| -------- | ------------ | ------------------- | -------- |
| C        | Torben Müsel | Borussia M'gladbach |          |

| Cessioni | Cessioni         | Cessioni          | Cessioni |
| R.       | Nome             | a                 | Modalità |
| -------- | ---------------- | ----------------- | -------- |
| C        | Erolind Krasniqi | Teutonia Ottensen |          |
| D        | Daniel Heber     | Magdeburgo        |          |
| D        | Sascha Voelcke   | Bocholt           |          |

## Risultati

### 3. Liga

#### Girone di andata
| Arbitro: | Oldhafer |

|               |           |                                                |
| Berlinski 13’ | Marcatori | 7’, 10’ Koffi 23’, 26’ Schnellbacher 82’ Şahin |

| Arbitro: | Ittrich |

|                             |           |                          |
| Bakalorz 6’ Stoppelkamp 52’ | Marcatori | 67’ Engelmann 71’ Ennali |

| Arbitro: | Lechner |

|               |           |                                                             |
| Engelmann 76’ | Marcatori | 25’ Meißner 45’ (rig.) Risse 62’ (aut.) Bastians 90’ Handle |

| Arbitro: | Hanslbauer |

|          |           |  |
| Fink 22’ | Marcatori |  |

| Arbitro: | Erbst |

|                                  |           |               |
| Bastians 9’ (rig.) Engelmann 32’ | Marcatori | 84’, 88’ Bech |

| Arbitro: | Hildenbrand |

|            |           |           |
| Ziereis 2’ | Marcatori | 56’ Young |

| Arbitro: | Eckermann |

|                              |           |             |
| Bastians 23’ Ríos-Alonso 63’ | Marcatori | 55’ Schreck |

| Arbitro: | Speckner |

|              |           |  |
| Simakala 35’ | Marcatori |  |

| Arbitro: | Hempel |

|           |           |  |
| Götze 37’ | Marcatori |  |

| Arbitro: | Hartmann |

|                               |           |            |
| Prtajin 44’, 73’ Gürleyen 77’ | Marcatori | 52’ Wiegel |

| Arbitro: | Ballweg |

|  |           |                                        |
|  | Marcatori | 30’ Engelmann 51’ Berlinski 83’ Ennali |

| Arbitro: | Bauer |

|           |           |               |
| Young 23’ | Marcatori | 89’ Schäffler |

| Arbitro: | Nouhoum |

|                |           |                   |
| Martinovic 32’ | Marcatori | 5’, 12’ Berlinski |

| Arbitro: | Burda |

|           |           |             |
| Götze 26’ | Marcatori | 4’ Könnecke |

| Arbitro: | Weisbach |

|                                   |           |                                                                               |
| Wegner 22’ (rig.) Starke 59’, 67’ | Marcatori | 33’ (rig.), 50’ Bastians 45’ Berlinski 72’ (aut.) Deichmann 89’ (aut.) Appiah |

| Essen 9 novembre 2022, ore 19:00 CET 16ª giornata | Rot-Weiss Essen | 0 – 0 referto | Meppen | Stadion an der Hafenstraße (16 467 spett.)\| Arbitro: \| Kampka \| |
| Arbitro:                                          | Kampka          |               |        |                                                                    |

| Arbitro: | Alt |

|                    |           |              |
| Vrenezi 76’ (rig.) | Marcatori | 90’ Bastians |

| Essen 14 gennaio 2023, ore 14:00 CET 18ª giornata | Rot-Weiss Essen | 0 – 0 referto | Hallescher | Stadion an der Hafenstraße (17 070 spett.)\| Arbitro: \| Willenborg \| |
| Arbitro:                                          | Willenborg      |               |            |                                                                        |

| Arbitro: | Jablonski |

|           |           |                     |
| Sessa 90’ | Marcatori | 82’ (rig.) Bastians |

#### Girone di ritorno
| Arbitro: | Erbst |

|                                  |           |  |
| Feil 62’ Woltemade 70’ Suero 90’ | Marcatori |  |

| Arbitro: | Hanslbauer |

|                 |           |                 |
| Ríos-Alonso 53’ | Marcatori | 88’ Stoppelkamp |

| Arbitro: | Hildenbrand |

|                |           |  |
| Wunderlich 51’ | Marcatori |  |

| Arbitro: | Benen |

|                        |           |  |
| Eisfeld 50’ Rother 85’ | Marcatori |  |

| Arbitro: | Bickel |

|             |           |                |
| Hawkins 90’ | Marcatori | 80’ Harenbrock |

| Arbitro: | Burda |

|                            |           |  |
| Herzenbruch 62’ Rother 68’ | Marcatori |  |

| Arbitro: | Bauer |

|                                |           |             |
| Nəzərov 22’ (rig.), 30’ (rig.) | Marcatori | 66’ Eisfeld |

| Arbitro: | Hempel |

|            |           |              |
| Ennali 65’ | Marcatori | 32’ Beermann |

| Arbitro: | Schwengers |

|                         |           |  |
| Cuni 3’ Gnaase 36’, 58’ | Marcatori |  |

| Arbitro: | Nouhoum |

|            |           |                                       |
| Wiegel 42’ | Marcatori | 23’ (rig.) Wurtz 43’ Ezeh 83’ Iredale |

| Arbitro: | Ballweg |

|                             |           |  |
| Engelmann 43’ Berlinski 49’ | Marcatori |  |

| Arbitro: | Speckner |

|                          |           |               |
| Arslan 13’ Borkowski 66’ | Marcatori | 40’ Berlinski |

| Arbitro: | Oldhafer |

|  |           |                                             |
|  | Marcatori | 31’ Schnatterer 52’ Małachowski 84’ Winkler |

| Arbitro: | Winter |

|             |           |                      |
| Baumann 36’ | Marcatori | 45’ (rig.) Engelmann |

| Essen 30 aprile 2023, ore 15:00 CEST 34ª giornata | Rot-Weiss Essen | 0 – 0 referto | Oldenburg | Stadion an der Hafenstraße (17 657 spett.)\| Arbitro: \| Kampka \| |
| Arbitro:                                          | Kampka          |               |           |                                                                    |

| Arbitro: | Bacher |

|                           |           |  |
| Kleinsorge 34’ Pourié 58’ | Marcatori |  |

| Arbitro: | Schwengers |

|                              |           |                              |
| Harenbrock 21’ Engelmann 90’ | Marcatori | 64’ Deichmann 84’ Greilinger |

| Arbitro: | Lechner |

|                                   |           |  |
| Herzenbruch 40’ (aut.) Bolyki 75’ | Marcatori |  |

| Arbitro: | Schultes |

|                        |           |                      |
| Plechaty 18’ Müsel 87’ | Marcatori | 58’ Knost 80’ Paetow |

### Coppa Bassa Renania
| Arbitro: | Gottschalk |

|  |           |                                                                      |
|  | Marcatori | 14’ Holzweiler 31’ Schlüsselburg 34’ Berlinski 67’ Krasniqi 79’ Rüth |

| Arbitro: | May |

|  |           |                                                                                       |
|  | Marcatori | 1’, 15’, 19’ Berlinski 23’, 26’, 67’ Wollschläger 50’ Kefkir 53’ Götze 75’ Holzweiler |

| Arbitro: | Ulankiewicz |

|                                        |                      |                                            |
| Romano 35’ Futkeu 69’ Ugrekhelidze 90’ | Marcatori            | 10’ Ennali 14’ (aut.) Kubina 29’ Berlinski |
|                                        | Tiri di rigore 3 – 3 |                                            |

| Arbitro: | Thomsen |

|  |           |                     |
|  | Marcatori | 16’ (rig.) Bastians |

| Arbitro: | Ulankiewicz |

|                                                        |                      |                                                         |
| Bugla 86’                                              | Marcatori            | 6’ Berlinski                                            |
| Fejzullahu Bugla Beckert Hanraths Windmüller Mvibudulu | Tiri di rigore 4 – 5 | Bastians Ennali Herzenbruch Engelmann Ríos-Alonso Young |

| 3 giugno 2023, ore 16:15 CEST Finale | Rot-Weiss Essen | 2 – 0 | RW Oberhausen |  |

## Statistiche

### Statistiche di squadra
| Competizione        | Punti | In casa | In casa | In casa | In casa | In casa | In casa | In trasferta | In trasferta | In trasferta | In trasferta | In trasferta | In trasferta | Totale | Totale | Totale | Totale | Totale | Totale | DR  |
| Competizione        | Punti | G       | V       | N       | P       | Gf      | Gs      | G            | V            | N            | P            | Gf           | Gs           | G      | V      | N      | P      | Gf     | Gs     | DR  |
| ------------------- | ----- | ------- | ------- | ------- | ------- | ------- | ------- | ------------ | ------------ | ------------ | ------------ | ------------ | ------------ | ------ | ------ | ------ | ------ | ------ | ------ | --- |
| 3. Liga             | 42    | 19      | 5       | 10      | 4       | 22      | 26      | 19           | 4            | 5            | 10           | 21           | 30           | 38     | 9      | 15     | 14     | 43     | 56     | -13 |
| Coppa Bassa Renania | -     | 1       | 1       | 0       | 0       | 2       | 0       | 5            | 3            | 2            | 0            | 19           | 4            | 6      | 4      | 2      | 0      | 21     | 4      | +17 |
| Totale              | 42    | 20      | 6       | 10      | 4       | 24      | 26      | 24           | 7            | 7            | 10           | 40           | 34           | 44     | 13     | 17     | 14     | 64     | 60     | +4  |

### Andamento in campionato
| Giornata  | 1  | 2  | 3  | 4  | 5  | 6  | 7  | 8  | 9  | 10 | 11 | 12 | 13 | 14 | 15 | 16 | 17 | 18 | 19 | 20 | 21 | 22 | 23 | 24 | 25 | 26 | 27 | 28 | 29 | 30 | 31 | 32 | 33 | 34 | 35 | 36 | 37 | 38 |
| --------- | -- | -- | -- | -- | -- | -- | -- | -- | -- | -- | -- | -- | -- | -- | -- | -- | -- | -- | -- | -- | -- | -- | -- | -- | -- | -- | -- | -- | -- | -- | -- | -- | -- | -- | -- | -- | -- | -- |
| Luogo     | C  | T  | C  | T  | C  | T  | C  | T  | C  | T  | T  | C  | T  | C  | T  | C  | T  | C  | T  | T  | C  | T  | C  | T  | C  | T  | C  | T  | C  | C  | T  | C  | T  | C  | T  | C  | T  | C  |
| Risultato | P  | N  | P  | P  | N  | N  | V  | P  | V  | P  | V  | N  | V  | N  | V  | N  | N  | N  | N  | P  | N  | P  | V  | N  | V  | P  | N  | P  | P  | V  | P  | P  | V  | N  | P  | N  | P  | N  |
| Posizione | 20 | 17 | 18 | 20 | 19 | 20 | 16 | 16 | 15 | 16 | 14 | 14 | 10 | 13 | 11 | 12 | 13 | 13 | 13 | 13 | 13 | 13 | 13 | 14 | 13 | 14 | 14 | 14 | 14 | 13 | 14 | 15 | 13 | 15 | 15 | 15 | 16 | 15 |

Legenda:

Luogo: C = Casa; T = Trasferta. Risultato: V = Vittoria; N = Pareggio; P = Sconfitta.

### Statistiche dei giocatori
| Giocatore             | Niederrheinpokal | Niederrheinpokal | Niederrheinpokal | Niederrheinpokal | 3. Liga  | 3. Liga | 3. Liga     | 3. Liga    | Totale   | Totale | Totale      | Totale     |
| Giocatore             | Presenze         | Reti             | Ammonizioni      | Espulsioni       | Presenze | Reti    | Ammonizioni | Espulsioni | Presenze | Reti   | Ammonizioni | Espulsioni |
| --------------------- | ---------------- | ---------------- | ---------------- | ---------------- | -------- | ------- | ----------- | ---------- | -------- | ------ | ----------- | ---------- |
| F. Bastians           | 2                | 1                | 0                | 0                | 29       | 6       | 3           | 0          | 31       | 7      | 3           | 0          |
| R. Berlinski          | 5                | 6                | 2                | 0                | 35       | 7       | 4           | 0          | 40       | 13     | 6           | 0          |
| L. Dürholtz           | 0                | 0                | 0                | 0                | 2        | 0       | 0           | 0          | 2        | 0      | 0           | 0          |
| T. Eisfeld            | 1                | 0                | 0                | 0                | 26       | 2       | 2           | 0          | 27       | 2      | 2           | 0          |
| S. Engelmann          | 1                | 0                | 0                | 0                | 26       | 7       | 3           | 0          | 27       | 7      | 3           | 0          |
| L. Ennali             | 2                | 1                | 1                | 0                | 34       | 3       | 7           | 0          | 36       | 4      | 8           | 0          |
| C. Fandrich           | 2                | 0                | 0                | 0                | 23       | 0       | 1           | 0          | 25       | 0      | 1           | 0          |
| J. Golz               | 2                | 0                | 0                | 0                | 37       | 0       | 0           | 0          | 39       | 0      | 0           | 0          |
| F. Götze              | 2                | 1                | 0                | 0                | 20       | 2       | 9           | 0          | 22       | 3      | 9           | 0          |
| C. Harenbrock         | 2                | 0                | 1                | 0                | 14       | 2       | 1           | 0          | 16       | 2      | 2           | 0          |
| D. Heber              | 0                | 0                | 0                | 0                | 17       | 0       | 2           | 0          | 17       | 0      | 2           | 0          |
| F. Herzenbruch        | 4                | 0                | 0                | 0                | 32       | 1       | 6           | 0          | 36       | 1      | 6           | 0          |
| B. Heuser             | 2                | 0                | 0                | 0                | 0        | 0       | 0           | 0          | 2        | 0      | 0           | 0          |
| K. Holzweiler         | 5                | 2                | 0                | 0                | 14       | 0       | 0           | 0          | 19       | 2      | 0           | 0          |
| B. Hüning             | 1                | 0                | 0                | 0                | 0        | 0       | 0           | 0          | 1        | 0      | 0           | 0          |
| O. Kefkir             | 3                | 1                | 1                | 0                | 35       | 0       | 3           | 0          | 38       | 1      | 4           | 0          |
| R. Koczor             | 0                | 0                | 0                | 0                | 0        | 0       | 1           | 0          | 0        | 0      | 1           | 0          |
| M. Kourouma           | 4                | 0                | 0                | 0                | 13       | 0       | 1           | 0          | 17       | 0      | 1           | 0          |
| E. Krasniqi           | 2                | 1                | 0                | 0                | 0        | 0       | 0           | 0          | 2        | 1      | 0           | 0          |
| T. Kuhlmann           | 0                | 0                | 0                | 0                | 0        | 0       | 0           | 0          | 0        | 0      | 0           | 0          |
| A. Loubongo-M'Boungou | 3                | 0                | 0                | 0                | 10       | 0       | 0           | 0          | 13       | 0      | 0           | 0          |
| T. Müsel              | 2                | 0                | 0                | 0                | 16       | 1       | 2           | 0          | 18       | 1      | 2           | 0          |
| M. Niemeyer           | 0                | 0                | 0                | 0                | 6        | 0       | 0           | 0          | 6        | 0      | 0           | 0          |
| A. Osmani             | 0                | 0                | 0                | 0                | 0        | 0       | 0           | 0          | 0        | 0      | 0           | 0          |
| S. Plechaty           | 5                | 0                | 1                | 0                | 13       | 1       | 2           | 0          | 18       | 1      | 3           | 0          |
| B. Rother             | 1                | 0                | 0                | 0                | 28       | 2       | 10          | 1          | 29       | 2      | 10          | 1          |
| J. Ríos-Alonso        | 3                | 0                | 0                | 0                | 32       | 2       | 4           | 0          | 35       | 2      | 4           | 0          |
| M. Römling            | 1                | 0                | 0                | 0                | 11       | 0       | 2           | 1          | 12       | 0      | 2           | 1          |
| F. Rüth               | 1                | 1                | 0                | 0                | 0        | 0       | 0           | 0          | 1        | 1      | 0           | 0          |
| F. Schlüsselburg      | 1                | 1                | 0                | 0                | 0        | 0       | 0           | 0          | 1        | 1      | 0           | 0          |
| M. Sponsel            | 2                | 0                | 0                | 0                | 18       | 0       | 1           | 0          | 20       | 0      | 1           | 0          |
| N. Tarnat             | 3                | 0                | 1                | 0                | 30       | 0       | 5           | 0          | 33       | 0      | 6           | 0          |
| E. Theocharis         | 1                | 0                | 0                | 0                | 0        | 0       | 0           | 0          | 1        | 0      | 0           | 0          |
| S. Voelcke            | 1                | 0                | 0                | 0                | 3        | 0       | 0           | 0          | 4        | 0      | 0           | 0          |
| A. Wiegel             | 1                | 0                | 0                | 0                | 21       | 2       | 5           | 1          | 22       | 2      | 5           | 1          |
| F. Wienand            | 3                | 0                | 0                | 0                | 1        | 0       | 0           | 0          | 4        | 0      | 0           | 0          |
| L. Wollschläger       | 3                | 3                | 0                | 0                | 5        | 0       | 0           | 0          | 8        | 3      | 0           | 0          |
| I. Young              | 3                | 0                | 0                | 0                | 35       | 2       | 2           | 1          | 38       | 2      | 2           | 1          |